# Robert de La Vaissière
Pour les articles homonymes, voir Vaissière.
Marie Joseph Alexandre Robert de La Vaissière, né le 20 mars 1880 à Aurillac et mort le 14 octobre 1937 dans le 16e arrondissement de Paris, est un écrivain français membre de l'École fantaisiste.

## Biographie
Sur les instances de son père, il prépare Saint-Cyr sans succès puis étudie les lettres à Bordeaux. Son père meurt en 1898 et sa mère deux ans plus tard, lui laissant un patrimoine qui lui permet de subsister avec un certain faste. Ayant dilapidé l'héritage familial dans une existence oisive et hédoniste, il devient, par l'intermédiaire d'un oncle parisien, répétiteur au lycée d'Agen où il rencontre Francis Carco qui occupe le même poste, et l'élève Philippe Huc, qui n'est pas encore le poète Tristan Derème.
Il commence à collaborer à nombre de petites revues comme Les Facettes, Les Écrits français, L'Île sonnante ou La Rose rouge, publiant tantôt sous son nom, tantôt sous le pseudonyme de Claudien. En 1911, après avoir été brièvement professeur de mathématiques à Bordeaux, il arrive à Paris et loge pendant un temps, comme Carco après lui, chez le poète Édouard Gazanion. Déménageant souvent, il vit de peu et trouve, toujours grâce à son oncle, une place à la Banque de l'Afrique Occidentale, future Banque internationale pour l'Afrique occidentale, en 1913.
Il mène une vie de noctambule qui transparaît dans ses poèmes en prose. Poète peu prolifique, il exerça une importante activité de critique littéraire et devint pendant la guerre lecteur chez Albin Michel. Il contribua notamment à faire connaître L'Atlantide de Pierre Benoit, lequel, devenu son ami, s'inspirera de lui pour l'un des personnages de son roman Le Déjeuner de Sousceyrac, qui est également dédié à La Vaissière. Il participa à des revues plus importantes comme L'Europe nouvelle ou Les Nouvelles littéraires.
Il meurt renversé par un camion près de son domicile au 9 rue de Versailles à Paris, alors qu'il venait d'envoyer un télégramme de félicitations à Francis Carco, élu la veille à l'Académie Goncourt.

## Œuvres
- Anthologie de la poésie du XXe siècle, 2 tomes, Paris, G. Crès et Cie, 1923, rééd. augmentée en 1924.
- Labyrinthes, Paris, Messein, "La Phalange", 1925.
- Monsieur de Gambais, essai de réhabilitation, en collaboration avec Carol-Berard, Paris, impr. Ramlot et Cie, 1926.
- Dérélicts, avec un portrait de l'auteur par Jean Launois, Rouen, impr. Wolff, 1933.

## Distinctions
- Chevalier de la Légion d'honneur, décret de janvier 1936[4]